# Bequia
Bequia est la plus grande île des Grenadines dans les Caraïbes. Elle fait partie de Saint-Vincent-et-les-Grenadines

## Géographie
Bequia est l'île la plus septentrionale de l'archipel antillais des Grenadines et fait partie de l'État de Saint-Vincent-et-les-Grenadines. Elle est entièrement baignée par la mer des Caraïbes.
C'est une île étirée dans le sens Nord-Est - Sud-Ouest qui comporte quelques caps et baies dont l'une (Admiralty Bay) abrite le chef-lieu et unique village de l'île : Port-Elizabeth. Le Nord de l'île est moins urbanisé, plus escarpé et abrite un sanctuaire marin dédié aux tortues. Au Sud se trouvent les petites îles de Petite Niévès, Isle-à-Quatre et Pigeon. L'aéroport de l'île (code AITA : BQU) se trouve à l'extrême Sud, non loin du musée de la baleine.
L'île profite d'un climat tropical mais peut subir le passage des cyclones tropicaux.

## Histoire
Les premiers habitants de Bequia sont les Indiens Arawaks qui sont suivis par les Caraïbes.
À la fin du XVIe siècle, les Indiens s'allient aux esclaves fugitifs (les « Caraïbes noirs ») pour repousser avec succès les colons anglais et français.
Au début du XVIIIe siècle, les Français mettent la main sur l'île de Saint-Vincent toute proche et s'établissent en 1719 sur Bequia pour la culture du coton, de l'indigotier, de la canne à sucre et la production de chaux.
En 1763, le traité de Paris met fin à sept ans de guerre entre Français et Anglais et malgré un bref intermède français en 1779, Bequia passe aux mains britanniques. Des colons anglais, irlandais, écossais, portugais, asiatiques arrivent alors sur l'île et s'ajoutent aux Français déjà présents.
En 1828, date du pic de production de sucre dans les Antilles, Bequia compte neuf plantations de sucre, une église et 1 400 habitants (dont 1 200 esclaves). Après le départ des riches planteurs, les habitants les plus pauvres reconvertissent dans la pêche à la baleine. Bequia se construit alors une flotte de baleiniers et exporte l'huile et la viande de baleine. Sur les 153 bateaux construits entre 1923 et 1990 à Saint-Vincent-et-les-Grenadines, 71 le sont à Bequia.
Après la Seconde Guerre mondiale, Bequia se tourne vers le tourisme grâce à ses plages de sable blanc, ses récifs coralliens et sa forêt tropicale.

## Pêche à la baleine
Les pêcheurs de Béquia, soutenus par le gouvernement japonais, sont autorisés par la Commission baleinière internationale à tuer quatre baleines à bosse par an au titre du maintien d'une activité traditionnelle.